# Myllysaari (ö i Norra Österbotten, Brahestad)
Myllysaari är en ö i Finland. Den ligger i Pyhäjoki älv och i kommunen Pyhäjoki i den ekonomiska regionen  Brahestads ekonomiska region  och landskapet Norra Österbotten, i den centrala delen av landet, 500 km norr om huvudstaden Helsingfors. Öns area är 0,8 hektar och dess största längd är 180 meter i sydväst-nordöstlig riktning.